# Kate Elizabeth Russell
Kate Elizabeth Russell (geboren 1984) ist eine US-amerikanische Autorin. Ihr Debütroman „Meine dunkle Vanessa“ wurde 2020 veröffentlicht und zu einem landesweiten Bestseller in den USA.

## Biographie
Russell wuchs in der Stadt Clifton, Maine, auf und besuchte die John Bapst Memorial High School in Bangor im gleichen Bundesstaat. Ihr Studium absolvierte sie an der University of Maine in Farmington, wo sie 2006 den Bachelor of Fine Arts in kreativem Schreiben erwarb, anschließend den Master of Fine Arts an der Indiana University und schließlich den Master of Creative Writing an der University of Kansas.

## My Dark Vanessa
In ihrem Erstlingswerk (auf Deutsch: Meine dunkle Vanessa) präsentiert Russell einen fiktiven Bericht über eine traumatische sexuelle Beziehung zwischen der Protagonistin Vanessa Wye und Jacob Strane. Wye ist 15 Jahre alt und eine einsame Internatsschülerin, als Strane, ihr 42-jähriger Englischlehrer, beginnt, sie für eine sexuelle Beziehung zu „präparieren“, die später einen schrecklichen Schatten auf ihr Leben werfen wird.
Der Roman präsentiert sich als Ich-Erzählung, die sich in einer Zeitspanne zwischen 2000 und 2017 bewegt, wobei Sprünge in die Vergangenheit und Zukunft erfolgen. Inhaltlich steht das letzte Jahr im Zeichen der MeToo-Bewegung.
Vanessa wird zumindest teilweise als eine unzuverlässige Erzählerin inszeniert. Sie will sich selbst nicht als Opfer und Strane nicht als Täter sehen.
My Dark Vanessa war ein landesweiter Bestseller und wurde in 22 Sprachen übersetzt sowie für die Verfilmung in Betracht gezogen. In einer Reihe von Publikationen wurde es positiv besprochen. My Dark Vanessa brachte Russell in eine öffentliche Diskussion über die Behandlung missbräuchlicher sexueller Beziehungen im Roman sowie über das Recht des Einzelnen auf Privatsphäre in Bezug auf vergangene Traumata.
Für My Dark Vanessa stand Russell 2021 auf der Shortlist für den Dylan Thomas Prize.

### Plagiatsvorwürfe
Noch vor der Veröffentlichung von My Dark Vanessa wurden Plagiatsvorwürfe der Autorin Wendy C. Ortiz bekannt. Vorgeworfen wurde eine angebliche Aneignung des Stoffes von Ortiz’ Memoiren über eine Beziehung mit ihrer Englischlehrerin in der achten Klasse. Associated Press hingegen berichtete, dass Rezensenten, die sich beide Bücher angesehen hatten, keine Beweise für ein Plagiat sahen.
In Reaktion auf die Kommentare in den sozialen Medien zog Oprah Winfrey, die My Dark Vanessa ursprünglich für ihren einflussreichen Book Club ausgewählt hatte, die Auswahl jedoch zurück.
Als Folge der Plagiats- und Aneignungsvorwürfe gab Russell eine öffentliche Erklärung ab, in der sie offenlegte, dass My Dark Vanessa von ihren eigenen Erfahrungen mit sexuellem Missbrauch als Teenager inspiriert worden war.

## Bibliographie
- Kate Elizabeth Russell: My Dark Vanessa. William Morrow, 2020, ISBN 978-0-06-294152-7 (englisch).
- Kate Elizabeth Russell: Meine dunkle Vanessa: Roman. 1.  Auflage. C. Bertelsmann, München 2020, ISBN 978-3-570-10427-9 (dnb.de).